# Perkins Bass

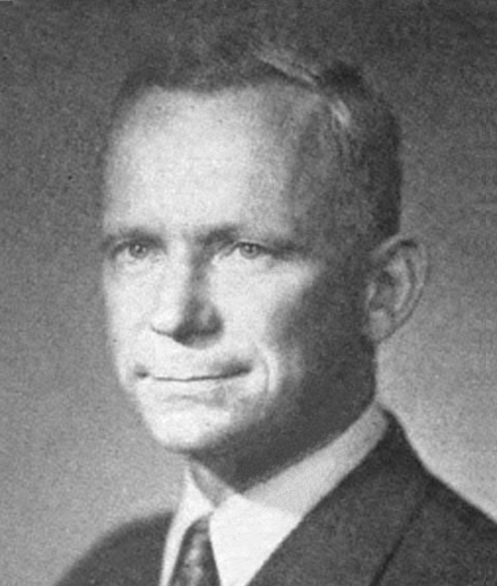
Perkins Bass

Perkins Bass (* 6. Oktober 1912 in East Walpole, Norfolk County, Massachusetts; † 25. Oktober 2011 in Peterborough, New Hampshire) war ein US-amerikanischer Politiker. Zwischen 1955 und 1963 vertrat er den Bundesstaat New Hampshire im US-Repräsentantenhaus.

## Werdegang
Perkins Bass war der Sohn von Gouverneur Robert P. Bass. Er besuchte nach der Grundschule bis 1934 das Dartmouth College in Hanover (New Hampshire). Nach einem anschließenden Jurastudium an der Harvard University und seiner im Jahr 1938 erfolgten Zulassung als Rechtsanwalt, begann er in Manchester in seinem neuen Beruf zu praktizieren. In den Jahren 1941 und 1942 war er Assistent von Richter Woodbury am ersten Berufungsgericht in New Hampshire. Während des Zweiten Weltkrieges war er in der Fliegerstaffel der US-Armee im chinesischen Raum eingesetzt. Dort brachte er es bis zum Major. Für seine militärischen Verdienste wurde er später von der nationalchinesischen Regierung ausgezeichnet.
Nach dem Krieg arbeitete er als Rechtsanwalt in Manchester und Peterborough. Bass schloss sich der Republikanischen Partei an und war zwischen 1939 und 1951 mehrfach Abgeordneter im Repräsentantenhaus von New Hampshire. Zwischen 1949 und 1951 gehörte er auch dem Staatssenat an. Von 1948 bis 1984 war er Vorstandsmitglied der in East Walpole ansässigen Firma Bird & Son, Inc.
1954 wurde Bass im zweiten Wahlbezirk von New Hampshire in das US-Repräsentantenhaus in Washington, D.C. gewählt, wo er am 3. Januar 1955 die Nachfolge von Norris Cotton antrat. Nach drei Wiederwahlen konnte er bis zum 3. Januar 1963 vier zusammenhängende Legislaturperioden im Kongress absolvieren. In diese Zeit fiel unter anderem die Kubakrise. Im Jahr 1962 verzichtete Bass auf eine weitere Kandidatur für das US-Repräsentantenhaus. Stattdessen bewarb er sich erfolglos um einen Sitz im US-Senat. Zwischen 1964 und 1968 war er Mitglied des Republican National Committee.
Zuletzt lebte Perkins Bass in Peterborough. Er war zuletzt der älteste noch lebende Abgeordnete des Repräsentantenhauses. Sein 1952 geborener Sohn Charles saß zwischen 1995 und 2007 und wiederum seit 2011 erneut ebenfalls für den Staat New Hampshire im US-Repräsentantenhaus.